# Российско-перуанские отношения
Российско-перуанские отношения — двусторонние дипломатические отношения между Российской Федерацией и Перу. Россия содержит посольство в Лиме, а также почётное консульство в Сан-Исидро. Перу имеет посольство в Москве и консульство в Санкт-Петербурге. Обе страны являются членами АТЭС.

## Отношения СССР и Перу
Советский Союз и Перу установили дипломатические отношения 1 февраля 1969 года.

## Новейшая история
В 2000 году российско-перуанский товарооборот был невелик — 28 млн долларов. В 2000-е годы двусторонний товарооборот быстро рос. В 2007 году он составил уже 182,6 млн долларов.
13 ноября 2010 года Перу и Россия подписали соглашение об отмене виз, которое вступило в силу с 21 июня 2011 года. Военно-воздушные силы Перу используют российское оборудование, например, истребители МиГ-29.

## Галерея
- Посольство Перу в Москве
- Посольство РФ в Лиме.
- Почтовый конверт, посвящённый 160-летию установлению дипломатических отношений между Российской Федерацией и Республикой Перу